# Bestie Karla
Bestie Karla (orig.: Karla) je americký film uvedený do kin v roce 2006, který popisuje činnost kanadských sériových vrahů Paula Bernarda a jeho ženy Karly Homolky, kterým byly v 90. letech prokázány dva únosy a tři vraždy mladých dívek (viz případ Bernardo & Homolka).
Původně se měl film jmenovat Deadly, posléze bylo pojmenování změněno na Karla.

## Koncepce filmu
Film je založen na vyšetřovacích a soudních protokolech a je vystavěn okolo rozhovoru Karly s psychiatrem (tento psychiatr ovšem v reálu nikdy neexistoval, jde o jakýsi „kompilát“ řady psychiatrů a dalších odborníků a úředníků, kteří Karlu vyslýchali a vyšetřovali), který má posoudit její případné předčasné propuštění na svobodu. Z tohoto rozhovoru logicky plynou náhledy do vzpomínek Karly na klíčové události, včetně všech tří prokázaných případů: znásilnění a zavraždění (smrt v tomto případě mohla být nehoda) Karliny sestry Tammy i oba následné únosy, znásilňování, mučení a zavraždění dvou školaček. Film se snaží maximálně omezit zobrazování brutálních scén, ovšem i náznaky, se kterými pracuje, spolu s vědomím, že jde o reálnou událost, člověku s průměrnou představivostí zcela postačí, aby film jako hrůzný a brutální vnímal. Některé brutální scény však nalézt lze - ať už jde o vraždění druhé oběti, nebo o scénu zobrazující enormní brutalitu v psychologické rovině, v níž je třetí oběť přivlečena před televizor, aby se mohla „pokochat“ pohledem na své zoufalé rodiče prosící únosce, aby jí neubližoval.
Značně negativně byla některými diváky hodnocena závěrečná „řeč Karly“, která připomíná závěrečnou řeč obhajoby.

## Vztah filmu k realitě
Film do značné míry akceptuje postoj a tvrzení Karly, které většinu viny svrhávají na jejího manžela. Týká se to i okolností, které se soudu nepodařilo objasnit a dokonce i některých tvrzení, která jsou zjevně v rozporu s fakty zjištěnými soudem. Film mění jména přátel obou vrahů i jména obou zavražděných dívek.
K dalšímu zkreslení (pravděpodobně nezamýšlenému) vedla snaha učinit film přijatelným pro veřejnost. Film nejenže se omezil na náznaky, ale vyškrtal nejbrutálnější zážitky dívek, u nichž se tvůrci domnívali, že by je diváci nemuseli snést ani v nejnepřímějších narážkách. Vzhledem k tomu, že brutalita vražd zřetelně rostla, vede to k tomu, že zatímco první vražda je ukázána celá a druhá i s únosem minimálně naznačena z velké části, třetí (v níž hrála Karla nezastupitelnou úlohu při únosu, který pomohla naplánovat a provést s plným vědomím toho, že dívku čeká dlouhé mučení a znásilňování a že bude nakonec zavražděna) je velice „osekána“, což vzbuzuje mylný dojem, že osud třetí oběti byl v podstatě stejný jako oběti druhé, ačkoliv ve skutečnosti byla vystavena „hrátkám“ dvojice mnohem déle a mučení, kterému byla podrobena, bylo též mnohem krutější a rafinovanější.
Zcela mimo realitu je též zobrazení utrpení dívek v tom ohledu, že zcela pomíjí fakt, že Karla nejen hrála důležitou roli při únosu druhé dívky a oběti hlídala, aby neuprchly, ale též je (samostatně i s manželem) mučila a znásilňovala, a to minimálně stejně brutálně, jako on sám, což film zcela ignoruje.

## Kontroverze
Oznámení úmyslu film vytvořit pobouřilo kanadské veřejné mínění, řada lidí (kromě příbuzných např. i Attorney General of Ontario Michael Bryant) vyzývala k jeho bojkotu, neboť se ztotožnila s postojem, že film těží z krutého osudu a smrti dívek a jitří city pozůstalých.
Původně plánovaná premiéra, která se měla odehrát již v roce 2005 na Montrealském filmovém festivalu, byla na nátlak sponzorů zrušena a kanadský řetězec kin Cineplex Odeon rozhodl, že promítání filmu bude omezeno na města Toronto, Montreal a Ottawa. Právník Tom Danson zastupující rodiny unesených a zavražděných dívek, měl možnost film zhlédnout i se zástupci rodin a posléze oznámil, že pozůstalí nebudou bránit uvedení filmu v kanadských kinech.